# City-Point Kassel

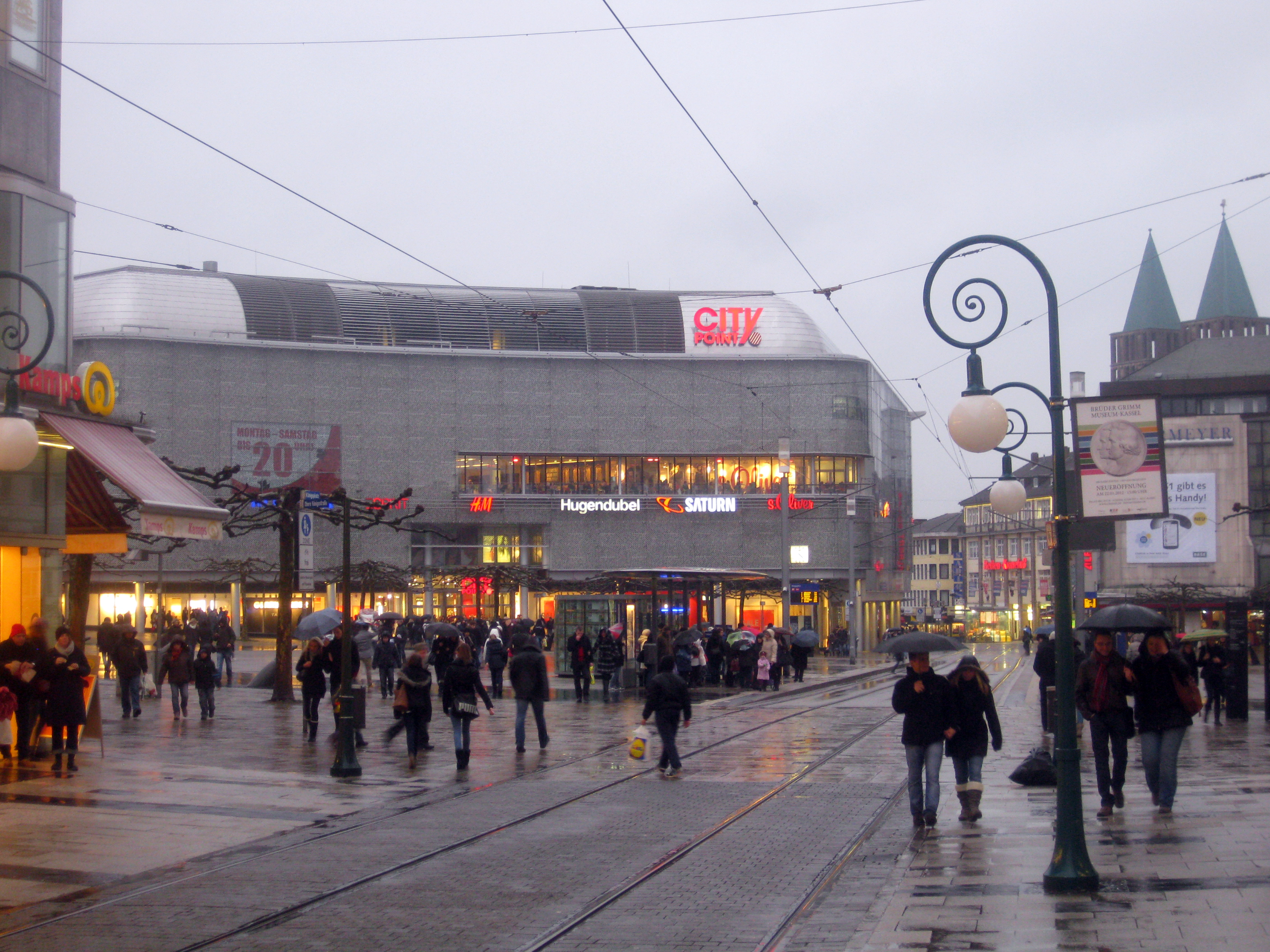
City-Point Kassel (Königsplatz)

City-Point Kassel is een winkelcentrum aan de Königsplatz in Kassel. Het werd geopend op 27 februari 2002 op de plaats van het oude hoofdpostkantoor, dat in de Tweede Wereldoorlog volledig werd verwoest.

## Geschiedenis
Op de plaats van het voormalige hoofdpostkantoor werd in 1963 een warenhuis gebouwd voor Neckermann. Later nam warenhuis Karstadt zijn intrek in het pand. Na afloop van het huurcontract werd het gebouw vervangen door het volledig nieuwe City-Point.

## Architectuur
Het winkelcentrum werd ontwikkeld door ECE Projektmanagement, waarbij de architect Jochem Jourdan het ontwerp maakte. Het gebouw moest een eerbetoon zijn aan de tentoonstelling Documenta.
Het City-Point Kassel wordt geëxploiteerd door ECE Projektmanagement. 

## Kengetallen
Het City-Point heeft een verkoopoppervlakte van 20.000m² en herbergt 60 winkels. Dagelijks komen er gemiddeld 33.507 bezoekers naar het winkelcentrum. Het verzorgingsgebied wordt door de exploitant geschat op ruim 840.000 inwoners. In het centrum werken 650 medewerkers en kent een branche-mix, die wordt geleid door textiel en elektronica. Eind juni 2015 werd het winkelcentrum verbouwd, waarbij er een horecagebied is ontstaan met een oppervlakte van 1.200m². De ombouw had een kostprijs van 4,5 miljoen euro.

## Ligging
Het winkelcentrum is gelegen in het centrum van Kassel en is te bereiken met tal van tram- en buslijnen van KVG. Omdat de Königsplatz deel uitmaakt van het voetgangersgebied, zijn er veel andere winkels en grote warenhuizen rond het City-Point.